# Ȯ
Cette page contient des caractères spéciaux ou non latins. S’ils s’affichent mal (▯, ?, etc.), consultez la page d’aide Unicode.
Ȯ (minuscule : ȯ), ou O point suscrit, est une lettre latine utilisée dans les alphabets cheyenne, live, et dans plusieurs romanisations ALA-LC. Elle est composée de la lettre O diacritée d'un point suscrit.

## Utilisation
En cheyenne, ‹ ȯ › est utilisé dans l’orthographe Petter, conçue par Rodolphe Petter, et dans l’orthographe Petter modifiée. Cette lettre est parfois aussi transcrite à l’aide d’un rond suscrit au lieu du point suscrit ‹ o̊ ›.
En live, ‹ ȯ › se prononce /ʊ/. Cette voyelle peut être allongée et s’écrit alors ‹ ȱ ›.

## Représentations informatiques
Le O point suscrit peut être représenté avec les caractères Unicode suivants :
- précomposé (latin étendu B) :

| formes    | représentations | chaînes de caractères | points de code | descriptions                            |
| --------- | --------------- | --------------------- | -------------- | --------------------------------------- |
| capitale  | Ȯ               | Ȯ                     | U+022E         | lettre majuscule latine o point en chef |
| minuscule | ȯ               | ȯ                     | U+022F         | lettre minuscule latine o point en chef |

- décomposé (latin de base, diacritiques) :

| formes    | représentations | chaînes de caractères | points de code | descriptions                                        |
| --------- | --------------- | --------------------- | -------------- | --------------------------------------------------- |
| capitale  | Ȯ               | O◌̇                    | U+004F U+0307  | lettre majuscule latine o diacritique point en chef |
| minuscule | ȯ               | o◌̇                    | U+006F U+0307  | lettre minuscule latine o diacritique point en chef |